# O wierze i Symbolu
O wierze i Symbolu ((łac.) De fide et Symbolo) – katechetyczny traktat teologiczny Augustyna z Hippony poświęcony wykładni Apostolskiego wyznania wiary. Został napisany przez Augustyna w 393 r., jako opracowanie jego wcześniejszego wystąpienia w Hippo Regius na synodzie plenarnym biskupów prowincji Afryki pod przewodnictwem Biskupa Kartaginy Aureliusza.

## Treść
Augustyn nie objaśnił wszystkich prawd Symbolu Apostolskiego, lecz dokonał pewnego wyboru, zwracając uwagę na te prawdy wiary, które w tym czasie wydały mu się najważniejsze. Traktat ten jest ważnym źródłem dla poznania początków doktryny trynitarnej Augustyna. 
Nauczając o Maryi jako o Matce Boga zwraca uwagę, że we Wcieleniu objawiła się miłość Boga do obojga płci. Mówiąc o przyjęciu przez Słowo ludzkiej natury mężczyzny, podkreślił ważność natury kobiecej:

To działanie okazuje cześć jednej i drugiej płci, mężczyznom i kobietom, i pokazuje, że Bóg obejmuje swą troską nie tylko tego, kogo przyjmuje, lecz również tego, przez kogo przyjmuje, stając się mężczyzną, ale rodząc się z kobiety (n. 4,9)

W swej pracy Augustyn podkreślił też, przeciw filozofom pogańskim, którzy przeczyli jakoby w niebie nie było nic ziemskiego, że Jezus Chrystus wstąpił do nieba z duszą i ciałem. Bronił też prawdy o zmartwychwstaniu. 

## Wydania
- Wydanie łacińsko-polskie: Augustyn: O wierze i Symbolu. W: Augustyn, Wenancjusz, Piotr Chryzolog: Symbol Apostolski w nauczaniu Ojców. Kraków: WAM, 2010, s. 26-59, seria: ŹMT 53. ISBN 978-83-7505-298-5.
- Krytyczne wydania łacińskie:
  - De fide et symbolo, Corpus Scriptorum Ecclesiasticorum Latinorum 41, 1-32 wyd. J. Zycha /1900/;
  - Bibliotheque Augustinienne 9
  - Patrologia Latina 40,181-196